# Rio Seybouse
O  Seybouse  é um rio do nordeste da Argélia que nasce próximo a Guelma, é formado pelo wadi Cheref e wadi Zenati. A sua bacia se estende pelo território da Argélia, as suas terras são das mais férteis, sua desembocadura no Mar Mediterrâneo, fica próxima de Annaba.